# Santo Treo (sin)
Santo Treo (Dreo), * 21. marca 1805, † 24. marca 1869, zidar in kamnosek, graščak v Mali vasi pri Dobrniču, prvi župan Dobrniča.
Santo Treo se je rodil očetu Santu Treu, ljubljanskemu stavbeniku, ki je bil od leta 1799 dalje lastnik gradu Mala vas. Leta 1843 se je Santu Treu, sinu, rodil sin Julius, naslednje leto pa mu je umrla soproga Alojzija. Leta 1848 je postal župan Dobrniča. Istega leta je bil na Mirni tudi izvoljen v frankfurtski parlament, vendar je položaj odklonil. Leta 1854 se je srečal z misijonarjem Friderikom Barago, ki je obiskal grad Malo vas, svojo rojstno hišo. Leta 1861 je v Trebnjem postal kranjski deželni poslanec. Leta 1863 se mu je v zakonu s Frančiško Zupančič rodil sin Dragotin Treo, odvetnik in javni delavec. Santo Treo je umrl po hudem trpljenju zaradi davice v 65. letu starosti.
Treovo ime se je ohranilo zapisano tudi na sklepniku mostu čez potok Bistrico na cesti Mirna - Mokronog v vasi Bistrica (občina Šentrupert, Dolenjska); most je bil zgrajen leta 1830.